# FIVE STARS
『FIVE STARS』（ファイブスターズ）は、InterFMで月曜〜金曜の24:00 - 24:29に放送された深夜放送のラジオ番組。2007年10月1日放送開始、2011年9月30日終了。

## パーソナリティ
アップフロントワークス所属のミュージシャンや歌手が、各曜日交代で出演。
- 月曜：中島卓偉（2011年1月 - 終了、開始から2010年3月まで木曜担当）
- 火曜：℃-ute（2009年10月 - 終了）

メインパーソナリティは中島早貴。他の4名のメンバーは2週ごとに交代で出演。
- 水曜：前田憂佳・福田花音（スマイレージ）（2010年3月 - 終了）
- 木曜：モーニング娘。（2011年1月 - 終了）

メインパーソナリティは高橋愛。他のメンバーは週替わり交代で出演。なお、2010年4月から12月までは高橋愛の単独担当だった。
- 金曜：T-Pistonz+KMC（2008年7月 - 終了、開始から2008年6月まで月曜担当）

メインパーソナリティはトン・ニーノ。2010年4月からはKMC。不定期で他のメンバーがゲストとして出演。

### 過去に出演していたパーソナリティ
- 安倍なつみ（2008年7月 - 2009年3月、月曜担当）
- 新垣里沙・亀井絵里（モーニング娘。）（2009年4月 - 2010年12月、月曜担当）

亀井は、自身がモーニング娘。を卒業する直前の2010年12月13日放送分まで出演。20日と27日の放送は新垣が単独で出演。
- 松浦亜弥（2007年10月 - 2009年9月、火曜担当）
- 田中れいな（モーニング娘。）（2007年10月 - 2010年2月、水曜担当)
- Emyli（2007年10月 - 2008年6月、金曜担当）

## コーナー

### 共通コーナー
MY FIVE STARS
「FIVE STARS 5人のパーソナリティが何にでも5つ星をつける」というコンセプトの下、各パーソナリティが気になる、もしくは気に入っている物や人についてトークをするコーナー。

### 曜日別コーナー
- 月曜（安倍なつみ）
  - 星に願いを
リスナーの願いごとを紹介し、その願いごとが叶うように安倍が星に願いを捧げてあげるコーナー。

- 金曜（T-Pistonz+KMC）
  - 燃えリーヨ!
  - KMCのラップ講座